# Stazione di Francoforte sul Meno Taunusanlage
La stazione di Francoforte sul Meno Taunusanlage (in tedesco Frankfurt (Main) Taunusanlage) è una stazione di Francoforte sul Meno, in Germania, situata nel quartiere Westend-Süd.
La stazione è stata aperta nel 1978 in concomitanza con l'apertura del primo tratto del passante ferroviario di Francoforte. È attraversata da due binari accessibili da una banchina centrale.
La stazione si trova nel quartiere degli affari di Francoforte, chiamato Bankenviertel, e nelle sue vicinanze vi sono le sedi di molte istituzioni finanziarie, tra cui la Commerzbank Tower la Deutsche Bank Twin Towers e l'Eurotorre.
La stazione è servita dalle linee S1, S2, S3, S4, S5, S6, S8 e S9 del servizio ferroviario suburbano di Francoforte.

## Servizi e interscambi
La stazione dispone di:
- Biglietteria automatica

e consente l'interscambio con gli altri mezzi di trasporto pubblico tramite:
- Fermata autobus RMV